# 佐藤晨
佐藤 晨（さとう しん、1935年 - ）は、昭和期の日本画家。本名は昌美。
東京都荒川区日暮里に生まれる。1944年岩手県に疎開、1954年同地で岩手県立岩谷堂高等学校卒業。その後、東宝映画宣伝部に入社して同社の直営館関係の宣伝業務に携わりながら、独学で油絵、ペン画を書きためて美術の道に進む。1956年多摩美術大学日本画科に入学し、在学2年の秋に、新制作展（現在の創画会）に「黒い風景」を初出品・初入選。緻密で繊細な描写によって文学色の濃い幻想的な作風で伝統的な日本画の世界に新風を吹き込む。1983年に雅号を佐藤昌美から佐藤晨に改名。1987年から創画会会員。

## 年譜
- 1965年新制作春季展　春季展賞
- 1966年新制作春季展　春季展賞受賞
- 1966年新制作展　新作家賞受賞
- 1969年新制作展　新作家賞受賞
- 1970年新制作春季展　春季展賞
- 1970年新制作展　新作家賞受賞
- 1971年新制作春季展　春季展賞
- 1971年新制作展　新作家賞受賞

## 代表作
- 『失われた季節』15Ｐ1971年　など。

## 主な作品収蔵先
- 山種美術館
- 平塚市美術館
- 佐久市立近代美術館
- 浄土宗大本山増上寺

など。